# فرمول یک (مجموعه بازی)
فرمول یک یا به اختصار (F1) نام مجموعه بازی‌های ویدئویی اتومبیل‌رانی است که برای اولین بار در سال ۲۰۰۹ توسط استودیو کدمسترز منتشر شد. در تمامی نسخه‌ها، کدمسترز انرژی خود را صرف طبیعی‌تر جلوه دادن محیط بازی می‌کند تا بازیکن، خودش را در محیط مسابقات حرفه‌ای فرمول یک فرض کند. پیش از سال ۲۰۰۹ کدمسترز بازی‌هایی با محتوای مسابقه‌ای و اتوموبیل‌رانی منتشر کرده که اولین آنها در سال ۱۹۸۶ بوده است.

## نسخه‌ها
| عنوان          | سال  | کنسول                               | کامپیوتر          | موبایل          |
| -------------- | ---- | ----------------------------------- | ----------------- | --------------- |
| فرمول یک ۲۰۰۹  | ۲۰۰۹ | پلی‌استیشن همراه                     | —                 | آی‌اواس          |
| فرمول یک ۲۰۱۰  | ۲۰۱۰ | پلی‌استیشن ۳، ایکس باکس ۳۶۰          | مایکروسافت ویندوز | آی‌اواس          |
| فرمول یک ۲۰۱۱  | ۲۰۱۱ | پلی‌استیشن ۳، اکس‌باکس ۳۶۰            | مایکروسافت ویندوز | آی‌اواس          |
| فرمول یک ۲۰۱۲  | ۲۰۱۲ | پلی‌استیشن ۳ و اکس‌باکس ۳۶۰           | مایکروسافت ویندوز | —               |
| فرمول یک: ۲۰۱۳ | ۲۰۱۳ | پلی‌استیشن ۳ و اکس‌باکس ۳۶۰           | مایکروسافت ویندوز | —               |
| فرمول یک ۲۰۱۴  | ۲۰۱۴ | پلی‌استیشن ۳ و اکس‌باکس ۳۶۰           | مایکروسافت ویندوز | —               |
| فرمول یک ۲۰۱۵  | ۲۰۱۵ | پلی‌استیشن ۴ و اکس‌باکس وان           | مایکروسافت ویندوز | —               |
| فرمول یک ۲۰۱۶  | ۲۰۱۶ | پلی‌استیشن ۴، اکس باکس وان           | مایکروسافت ویندوز | آی‌اواس، اندروید |
| فرمول یک ۲۰۱۷  | ۲۰۱۷ | پلی‌استیشن ۴ و اکس باکس وان          | مایکروسافت ویندوز | —               |
| فرمول یک ۲۰۲۰  | ۲۰۲۰ | پلی‌استیشن ۴، اکس باکس وان و استادیا | مایکروسافت ویندوز | آی‌او‌اس، اندروید |